# Nora Brockstedt
Nora Brockstedt, nata Nora Berg (Oslo, 20 gennaio 1923 – Oslo, 5 novembre 2015), è stata una cantante norvegese.
Ha rappresentato la Norvegia all'Eurovision Song Contest nel 1960 e nel 1961 e ha partecipato al Melodi Grand Prix nel 1960, nel 1961, nel 1963, nel 1965, nel 1968 e nel 1977.

## Biografia
Nata nell'allora Kristiania, oggi Oslo, si unì nel 1943 in un duetto musicale con Oddvar Sørensen, esibendosi a Kongsberg, Trondheim e nel locale Chat Noir di Oslo.

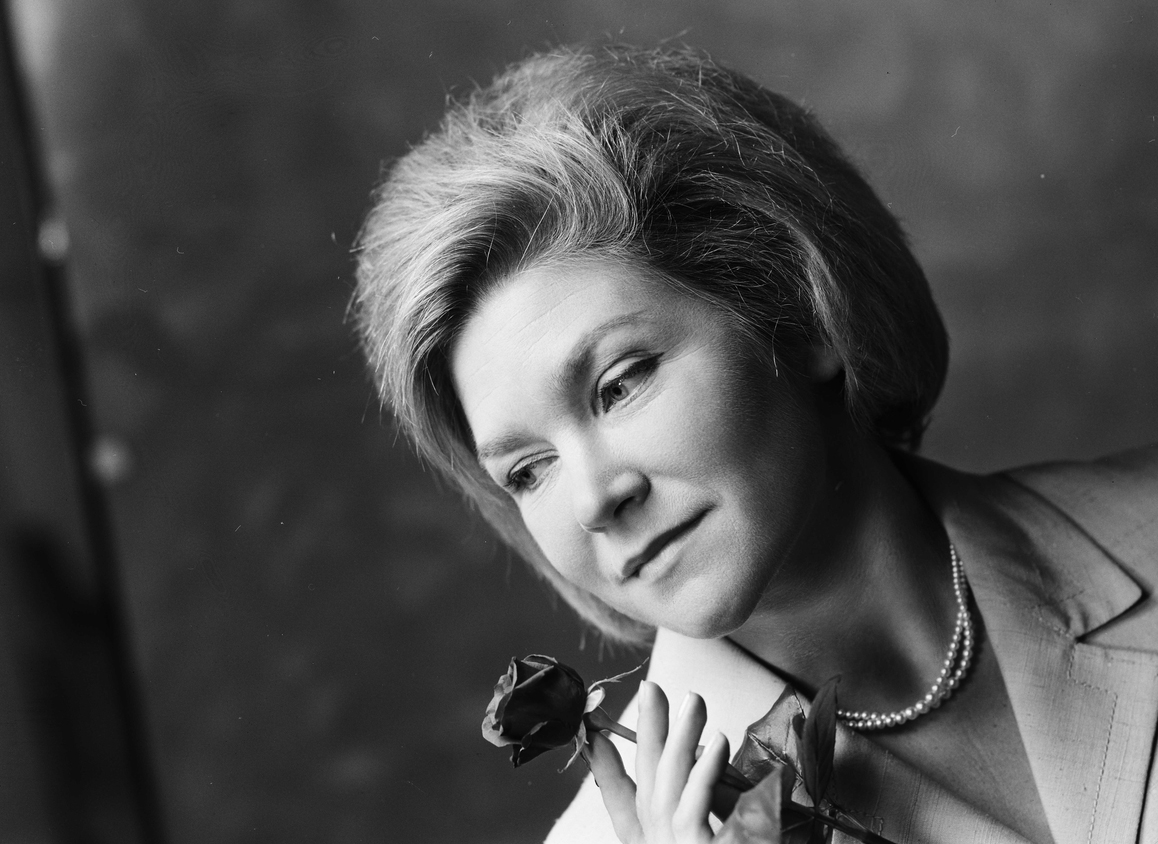
Nora Brockstedt nel 1962

Nel 1960 partecipò al primo Melodi Grand Prix, vincendo la selezione con il brano Voi Voi che diventerà la prima canzone norvegese all'Eurovision Song Contest 1960 di Londra. Dopo aver concluso con un 4º posto, vinse nuovamente il Melodi Grand Prix dell'anno successivo e raggiunse il 7º posto all'Eurovision Song Contest 1961 di Cannes.
Negli anni successivi ha partecipato più volte al Melodi Grand Prix vincendo anche l'edizione del 1963 con il brano Solhverv, cantato anche da Jan Høiland, che sarà portato all'Eurovision Song Contest da Anita Thallaug.

## Vita privata
Ha sposato Arne Riis, morto nel 2009.

## Discografia

### Album
- 1970 - Noe nytt
- 1971 - Nora synger Prøysen
- 1972 - I lave sko
- 1972 - Noras jul
- 1972 - Nora Brockstedt
- 1972 - På blåbærtur i Prøysenland
- 1973 - Nora i Egnerland
- 1986 - Tango för två
- 1990 - Hilsen Nora
- 1993 - Alf Prøysen tolket av Nora Brockstedt
- 1995 - Tango for to. 50 innspillinger fra 50 år
- 2004 - As Time Goes By
- 2005 - Christmas Songs
- 2008 - Nora - for swingende!

### Singoli
- 1960 - Voi Voi
- 1961 - Snu deg om
- 1961 - Sommer i Palma
- 1963 - Drømmekjolen

## Filmografia

### Cinema
- Det kunne vært deg, regia di Kåre Bergstrøm e Henki Kolstad (1952)
- Brudebuketten, regia di Bjørn Breigutu (1953)
- Portrettet, regia di Per Aabel e Borgwall Skaugen (1954)
- Mannen som ikke kunne le, regia di Bo Hermansson (1968)

### Televisione
- Jul i Skomakergata (1979)
- Kriminalgåten - serie TV, episodio 1x7